# TurnTable Top 100
TurnTable Top 100 (también conocido como TurnTable Nigeria Top 100) es la lista de éxitos musicales estándar de la industria musical en Nigeria para canciones, publicada semanalmente por la revista TurnTable. Las clasificaciones de las listas se basan en airplay (radio y televisión) y el streaming en línea en Nigeria. En su año de apertura, las listas de TurnTable enumeraban 50 posiciones, pero luego ampliaron su clasificación a 100 posiciones en la segunda mitad de 2022.

## Historia
La lista semanal se lanzó el 13 de julio de 2020, como TurnTable Top 50. La lista también es un componente de la lista de fin de año End of the Year Top 50, con datos de Audiomack, Boomplay Music y YouTube. La primera edición de la lista Top 50 se lanzó el lunes 9 de noviembre de 2020 y fue dirigido por «Ginger» de Wizkid. La lista fue compilada por TurnTable los miércoles y publicada los lunes. 
El 31 de marzo de 2022, TurnTable anunció la expansión del Top 50 e incorporó los datos de streaming de Apple Music, Deezer y Spotify en el Top 50. El 11 de julio de 2022, TurnTable estrenó el Top 100, con «Peace Be Unto You (PBUY)» del cantautor nigeriano Asake en la posición número uno. Con el lanzamiento del Top 100, se comenzó a recopilar datos de grabaciones de viernes (para coincidir con el día global de lanzamiento) a jueves.
La lista finalmente se convirtió en la lista principal de sencillos de todos los géneros, luego del lanzamiento de siete listas de género que componen el Top 100. Estas listas son importantes en la clasificación del mejor rendimiento de una canción en ventas, streaming y airplay. Radiomonitor proporciona los datos de airplay (televisión y radio) de las listas, mientras que los datos de streaming en línea son proporcionados por Audiomack, Boomplay Music, YouTube, Apple Music, Deezer y Spotify. Las siete listas de género se acumulan antes de incluirse en el TurnTable Top 100.

## Listas componentes

### Listas de género
| Título                | Número de posiciones | Descripción |
| --------------------- | -------------------- | --- |
| Top Afro-Pop Songs    | 25                   | Calificación semanal de las canciones de afropop más populares del país.                                                                         |
| Top Afro-R&B Songs    | 25                   | Calificación semanal de las canciones de R&B africano más populares del país.                                                                    |
| Top Street-Pop Songs  | 25                   | Calificación semanal de las canciones de street pop más populares del país.                                                                      |
| Top Hip-Hop/Rap Songs | 25                   | Calificación semanal de las canciones de hip hop más populares del país.                                                                         |
| Top Gospel Songs      | 20                   | Calificación semanal de las canciones de góspel más populares del país.                                                                          |
| Top Alternative Songs | 20                   | Calificación semanal de las canciones más populares del país que no contienen elementos asociados a la música convencional.                      |
| Top Traditional Songs | 20                   | Clasificación semanal de las canciones más populares del país que contienen elementos de géneros tales como el fújì, el jùjú, el highlife y más. |

### Otras listas
| Título                  | Número de posiciones | Descripción |
| ----------------------- | -------------------- | --- |
| Top International Songs | 25                   | Clasificación semanal de las canciones más populares en el país lanzadas por artistas extranjeros.                                        |
| Bubbling Under Top 100  | 25                   | Clasificación semanal de las canciones más populares por debajo de la posición número 100 que nunca antes habían aparecido en el Top 100. |
| NXT Emerging Top Songs  | 20                   | Clasificación semanal de las canciones más populares en el país lanzadas por artistas emergentes.                                         |